# České centrum v Berlíně
České centrum v Berlíně (německy Das Tschechische Zentrum) je informační centrum, které má za úkol prezentovat kulturu České republiky v Německu, rozvíjet dialog s německou stranou a představit Českou republiku německé veřejnosti jako moderní a dynamickou zemi. Od roku 2012 sídlí v budově Velvyslanectví České republiky v Berlíně v ulici Wilhelmstraße 44 , kam se přestěhovalo z Checkpointu Charlie. Současnou ředitelkou je Monika Štěpánová.

## Činnost
České centrum Berlín je součástí Českých center podřízených Ministerstvu zahraničí ČR. Realizuje vlastní kulturní akce (výstavy, koncerty, filmová představení, literární večery, konference apod.) i společné putovní projekty všech Center. Spolupracuje také s významnými kulturními institucemi po celém Německu, podporuje vzájemný obchod, cestovní ruch a výměnu kontaktů mezi českými a německými partnery v oblasti kultury. V rámci svého programu organizuje České centrum Berlín jazykové kurzy češtiny i němčiny.
Je jedním ze zakládajících členů sdružení Kulturních institutů zemí Evropské unie v Berlíně EUNIC Berlín.
Aktivně působí i mimo německou metropoli v několika spolkových zemích: v Braniborsku, Hesensku, Sársku, Sasku, Sasku-Anhaltsku, Dolním Sasku, Hamburku, Brémách, Meklenbursku-Předním Pomořansku a Šlesvicku-Holštýnsku. Česká centra jsou v Německu také v Mnichově a Düsseldorfu.

## Historie
Historie Českého Centra Berlín sahá až do roku 1955, kdy byl založen tehdejší Dům československé kultury na Friedrichstraße. V této době Berlín ještě nebyl rozdělen Berlínskou zdí na západní a východní část.
V roce 1978 se instituce přestěhovala na Leipziger Straße, kde sídlila v těsné blízkosti Berlínské zdi a budovy Axel-Springer-Hochhaus v Západním Berlíně.
Dům československé kultury byl tehdy přejmenován na Kulturní a informační centrum ČSSR, později ČSFR. V přízemí se nacházel obchod, mimořádně oblíbený mezi Berlíňany, s českými gramofonovými deskami, knihami přeloženými do němčiny, sklem, křišťálem a dalšími uměleckými předměty. Prodejna však byla roku 1992 uzavřena.
Po rozdělení Československa 1. 1. 1993 připadl dům České republice a byl pojmenován nynějším názvem České centrum. Sídlo Centra prošlo rozsáhlou rekonstrukcí, během které byly odstraněny obrovské lustry, dřevěné obložení, sochy a nástěnné malby v duchu socialistického realismu. Budova tak dostala novou moderní tvář.
Od podzimu roku 2000 začalo České centrum Berlín provozovat svoji pobočku na Friedrichstraße 206, kde vznikla malá galerie a turistické informační centrum. V září následujícího roku získalo Centrum nové prostory v podkroví barokního domu u bývalého Checkpoint Charlie.
V roce 2012 se České centrum přestěhovalo do současného působiště – budovy Velvyslanectví České republiky v Berlíně na rohu ulic Wilhelmstraße a Mohrenstraße.

## Budova
České centrum Berlín sídlí v budově Velvyslanectví České republiky, která byla postavena v roce 1978 pro potřeby zastupitelského úřadu ČSSR v tehdejší NDR a která patřila k několika málo novostavbám ambasád Východního Berlína. Jedná se o realizovaný autorský projekt architektů Vladimíra a Věry Machoninových (mj. autoři pražského OD Kotva). Objekt velvyslanectví byl do poloviny 80. let na nezastavěném prostranství v bezprostřední blízkosti tzv. bezpečnostní zóny u Berlínské zdi.
Výrazným prvkem je interiér budovy, který je součástí architektonického návrhu a vychází zcela z designu 70. let.
Již od svého vzniku poutala stavba díky neobvyklému zevnějšku i vzhledu interiéru značnou pozornost jak odborné, tak i široké veřejnosti na obou stranách Berlínské zdi. Zájem vzbuzovala také díky své poloze. V blízkosti se nacházela vyhlídková plošina umístěná na dnešním Postupimském náměstí, která umožňovala návštěvníkům Západního Berlína nahlédnout na život za Zdí. Tomuto pohledu budova velvyslanectví dlouhá léta dominovala. I dnes při mohutném stavebním boomu, který Berlín za poslední dekádu zažil, budova stále přitahuje pozornost.